# Charles de Damas de Cormaillon
Charles de Damas de Cormaillon, titulerad Charles (I) de Damas, greve av Cormaillon, riddare, baron av Villiers, herre till Fain-lès-Montbard och Courcelles Saint Grignon, född 1631 eller 1632, död 7 maj 1712 i Köpenhamn, var en fransk adelsman och militär som under senare delen av sitt liv var i dansk tjänst.

## Biografi
Damas tillhörde grenen de Damas de Cormaillon av den franska burgundiska uradelsätten Damas som tredje son till Pierre (II) de Damas och Anne d'Armstorff, gifta den 18 februari 1613. Han hade en äldre bror med samma namn som dock avled vid 18 års ålder i Italien och bör vara född efter dennes död. Vid faderns död den 27 april 1654 anges han vara 22 år gammal och kan därför antas ha fötts någon gång under 1631 eller 1632. Efter faderns död placerades Damas tillsammans med sin bror i förmyndarskap under modern, medan Jean de Senailly-Damas utsågs till deras rådgivande förmyndare. Han och hans bror togs officiellt upp i den franska adeln den 13 juli 1666 och Damas deltog i den provinsiella församlingen, États de Bourgogne, åren 1662 och 1668.

### I fransk militär tjänst
I februari 1668 förde han befäl över ett kompani i Régiment de Condé (efter Louis II av Bourbon, prins av Condé) under Devolutionskriget mellan Frankrike och Spanien. Kriget utkämpades till en början i Spanska Nederländerna, men då Damas deltog utspelade sig stridigheterna till största delen i Franche-Comté. Städerna Besançon och Salins-les-Bains intogs den 7 februari och Dole den 14 februari. Efter att freden i Aix-la-Chapelle tecknats den 2 maj samma år återvände han hem.
Damas gick tillbaka i militär tjänst när fransk-nederländska kriget bröt ut 1672. Han fick åter befäl för ett kompani i Régiment de Condé och kommenderade detta vid erövringen av Wesel den 5 juni och när de franska styrkorna korsade Rhen den 9 juni. Han utsågs den 27 augusti det året till kapten. Under 1673 låg regementet garnisonerat i olika delar av Nederländerna och i augusti 1674 deltog det i slaget vid Seneffe. Den 1 januari 1675 befordrades Damas till sergent-major, motsvarande major, för en bataljon i regementet som belöning för de "tjänster han tillhandahållit Hans Majestät" och för "alla de stunder han uppvisat prov på sin värdighet och sitt mod". Samma år deltog regementet vid erövringarna av städerna Dinant den 19 maj, Huy den 9 juni och Limbourg den 29 juni. Den 29 oktober utsågs Damas till överstelöjtnant. I flera brev från prinsen av Condé och hertigen av Luxemburg, François-Henri de Montmorency, framgår med vilken högaktning och tillgivenhet de båda marskalkarna såg Damas. Prinsen av Condé avsade sig av hälsoskäl befälet för de franska styrkorna i december 1675 och ersattes av François de Créquy. Under 1676 förflyttades stridigheterna till Rhenlandet och där deltog Régiment de Condé vid undsättningarna av Haguenau och Saverne, samt 1677 vid slaget vid Kokersberg och belägringen av Freiburg och 1678 vid belägringarna av Kehl och Lichtenberg.

### I tjänst hos hertigen av Braunschweig-Lüneburg
Damas var hugenott och under Ludvig XIV ökade förföljelserna av dessa successivt. År 1681 utfördes de första dragonaderna och 1685 återkallades ediktet i Nantes, som hade garanterat hugenotternas rättigheter i Frankrike, och ersattes av ediktet i Fontainebleau som gjorde protestantismen olaglig i landet. Möjligtvis insåg Damas vad som komma skulle då han efter att freden vid Nijmegen slutits 1679 gick i tjänst hos den protestantiske hertig Georg Wilhelm av Braunschweig-Lüneburg. Där var han befälhavare för ett infanteriregemente 1681 och tjänstgjorde sedan som guvernör i staden Celle. Under denna tid ska han ha ansett sig förbigången för en tjänst och valde därför att begära avsked och tog istället en tjänst som generalmajor i det danska infanteriet 1684.

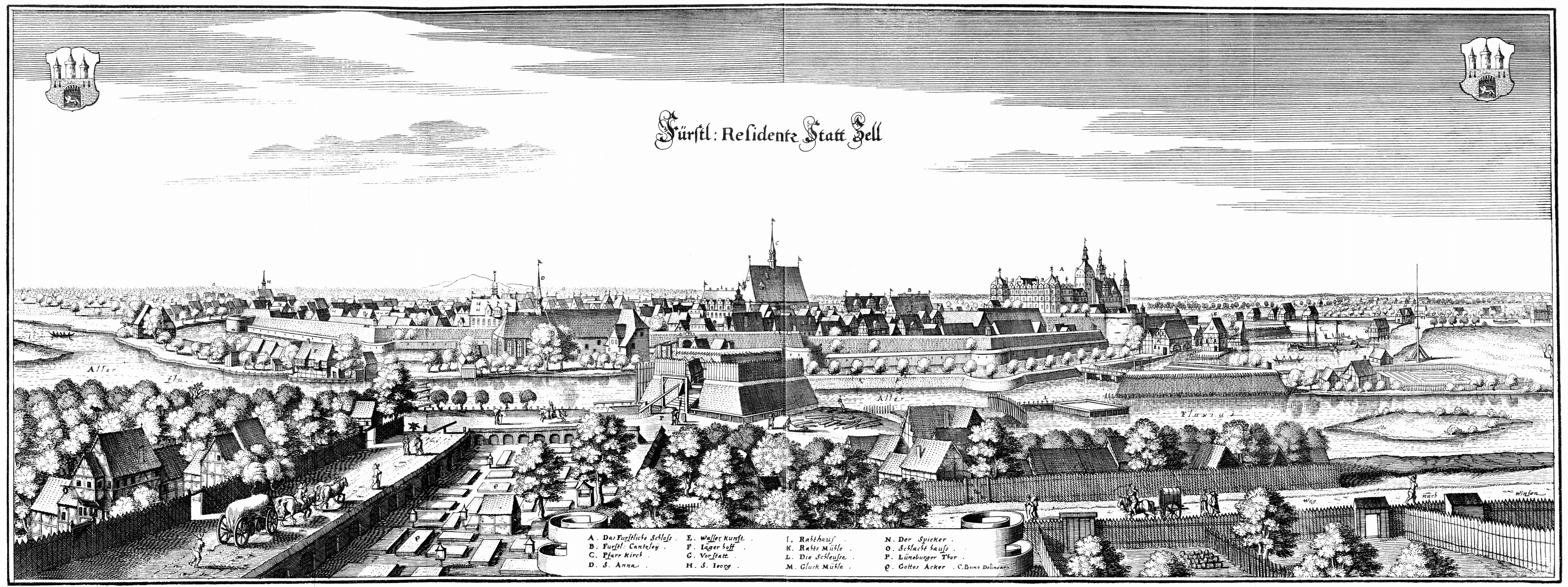
Celle 1654.

### I dansk tjänst
I Danmark förefaller Damas inte ha fört direkt befäl över något förband, utan hans färdigheter utnyttjades istället vid den danska militärledningen. Där kom han till stor nytta under stridigheterna med Hamburg under sommaren 1686, då den danske kungen Kristian V gjorde ett i slutändan misslyckat försök att underkasta sig den tyska staden. Efter att hertig Julius Franz av Sachsen-Lauenburg oväntat dött utan arvingar 1689 uppstod en arvsstrid om hertigdömet Lauenburg mellan flera olika stater, däribland Danmark och furstendömet Lüneburg. Georg Wilhelm av Braunschweig-Lüneburg, agerade blixtsnabbt och marscherade in i Lauenburg. Detta retade upp Kristian V som 1693 belägrade staden Ratzeburg vilket gjorde att Damas ställdes mot sin tidigare krigsherre. Inte heller detta företag lyckades.
Damas uppnådde ett mycket högt anseende i de danska militära kretsarna och ansågs vara en mycket duglig man. Han blev riddare av Dannebrogen 1695. Han åtnjöt kungens högsta ynnest och tillhörde hans närmaste umgängeskrets fram till dennes död. Efter Kristian V:s död ledsagade han vid stora nordiska krigets utbrott Fredrik IV vid stridigheterna i Holstein-Gottorp år 1700. Damas fick befäl över en avdelning på fem bataljoner ur Prins Christians Regiment, Prins Georgs Regiment och Fynske Regiment, samt två kavalleriregementen, 2. och 4. Jyske nationale Rytteriregiment med uppdrag att marschera in i Schleswig. Hans trupper kom att uppleva de första striderna i kriget den 22 mars 1700 då skott avlossades när förtrupperna till förbanden anlände till Schleswigs södra förstad Friederichsberg och påträffade en mindre vaktstyrka på 7 till 8 man. Efter en kort skottväxling flydde de holstenska trupperna till slottet Gottorp varefter Damas styrkor kunde besätta de gottorpska länen. Därefter var Damas del av generalstaben under general Carl Rudolf, hertig av Württemberg-Neuenstadt vid första belägringen av Tönning, vilken pågått sedan den 1 mars.

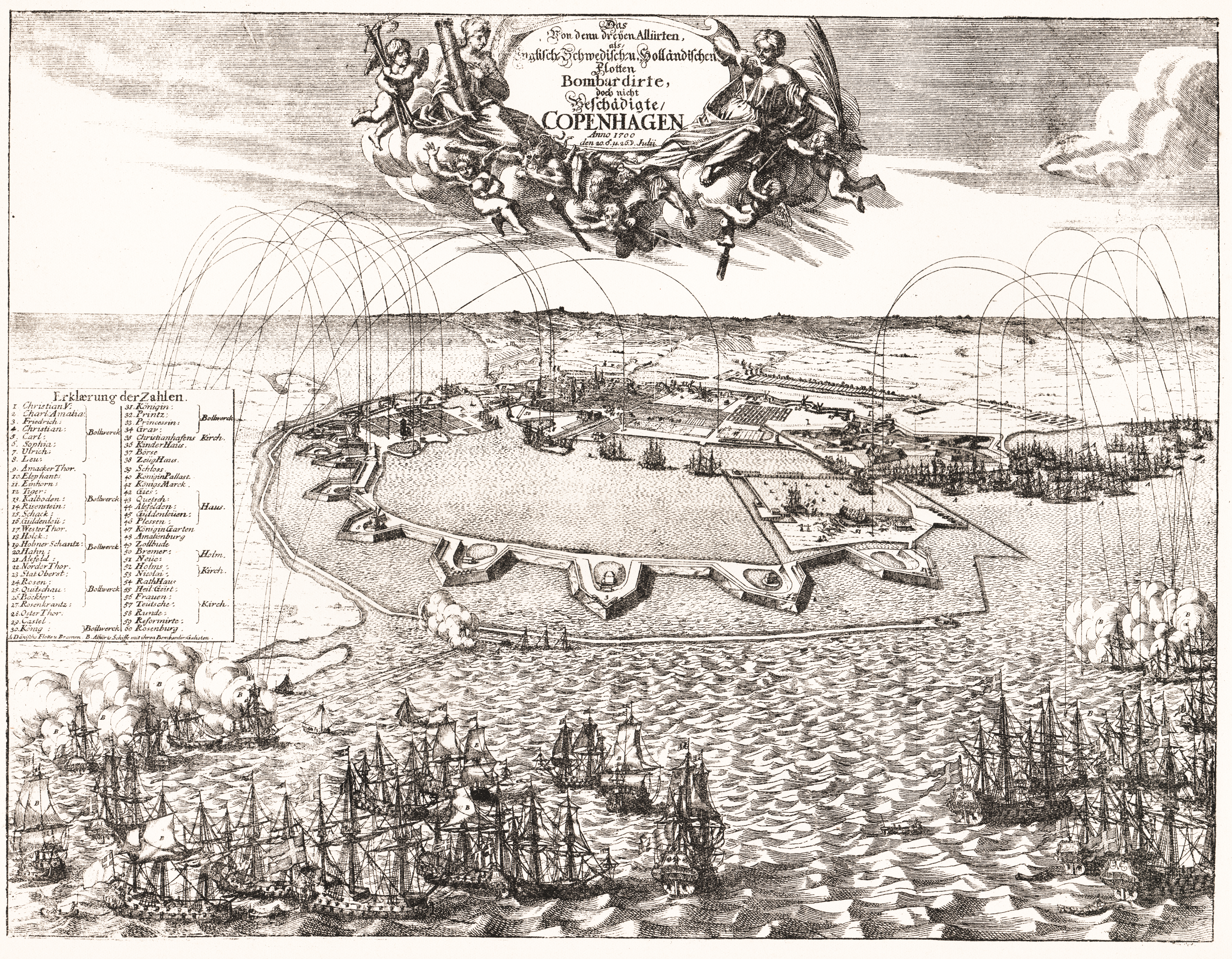
Beskjutningen av Köpenhamn 1700.

När besked kom om den svenska landstigningen på Själland den 4 augusti samma år skickade Fredrik IV en stab av högre officerare ledda av Damas till Själland. Kungen var misstrogen till hur kommendanten i Köpenhamn, generallöjtnant Hans Schack, hade hanterat den svenska landstigningen då han enligt ett brev från Köpenhamns borgerskap anklagas för att ha väntat alltför länge med att rycka ut med sina trupper från staden för att slå tillbaka landstigningen och därefter handlat alltför passivt. Just valet av Damas visar hur missnöjd kungen var, eftersom denne och Schack var ovänner sedan gammalt. När Damas kom till Köpenhamn ska de två herrarna enligt uppgift ha hamnat i en sådan ordstrid på Købmagergade att de drog blankt stål mot varande och var tvungna att fysiskt skiljas åt. Efter freden i Traventhal år 1700, där Danmark tvingades ut kriget, utsågs Damas den 23 november till generallöjtnant och efterträdde samtidigt Schack, som avskedats, som kommendant i Köpenhamn.
Under fredsperioden förärades Damas flera titlar och värdigheter. Han utsågs så småningom till geheimeråd, deputerades i Politiretten, kommitterades i Politi- og Kommercerådet och blev direktör för Krigshospitalet. Efter det svenska nederlaget vid Poltava 1709 gav sig Danmark återigen in i stora nordiska kriget genom att invadera Skåne, men på grund av alla sina uppdrag kunde Damas inte deltaga i några vidare begivenheter under fälttåget. Efter det katastrofala danska nederlaget vid Helsingborg 1710, behövdes dock en erfaren person för att överblicka läget, då befälhavaren under slaget, generallöjtnant Jørgen Rantzau, hade sårats allvarligt och den ursprungliga överbefälhavaren, general Christian Ditlev Reventlow, blivit sjuk en tid innan slaget. Den 10 mars utsågs Damas till tillförordnad general i Skåne och begav sig genast till de belägrade danska styrkorna i Helsingborg med order om att bedöma situationen och antingen ta över befälet eller utse en efterträdare till Rantzau. När han kom fram utsåg han generalmajor Frantz Joachim von Dewitz till befälhavare och beordrade honom att staden skulle evakueras så fort som möjligt. Han övernattade sedan i staden innan han begav sig tillbaka till Köpenhamn för att avge rapport till kungen.
Efter fälttåget härjade pesten i Köpenhamn och som kommendant för staden deltog Damas i arbetet att hantera den. Han fick kunglig order om att bygga ett tältläger på Saltholm, omgivet av diken för att undvika översvämning, där de sjuka kunde sättas i karantän. När antalet döda ökade allt mer gav kungen order om att stadens fyra kompanier istället skulle förläggas i tält på stadens fäladsmark. Senare ombads Damas av Hälsokommissionen att ta 200 man för att gräva massgravar för de fattiga som avlidit av pesten. I ett brev i september 1711 skriver Damas:
| ” | Jeg og mine Folk har endnu ikke Pest; men jeg lider meget af Gigt. Sygdommen raser, og i forrige Uge havde vi 2318 Døde. De 4 Kompagnier Viborg og de 10 Øst- og Vestsjælland er reducerede til Halvdelen. Af Jyske Regiment er 20 Md. døde; Prehns Eskadron har mistet 25 Md., Fursmans holder sig bedre. | „ |

Pestepidemin avtog kraftigt i oktober, men var inte helt slut förrän i början av 1712. Damas avled den 7 maj 1712 vid en ålder av 81 eller 82 år.

## Familj och egendomar

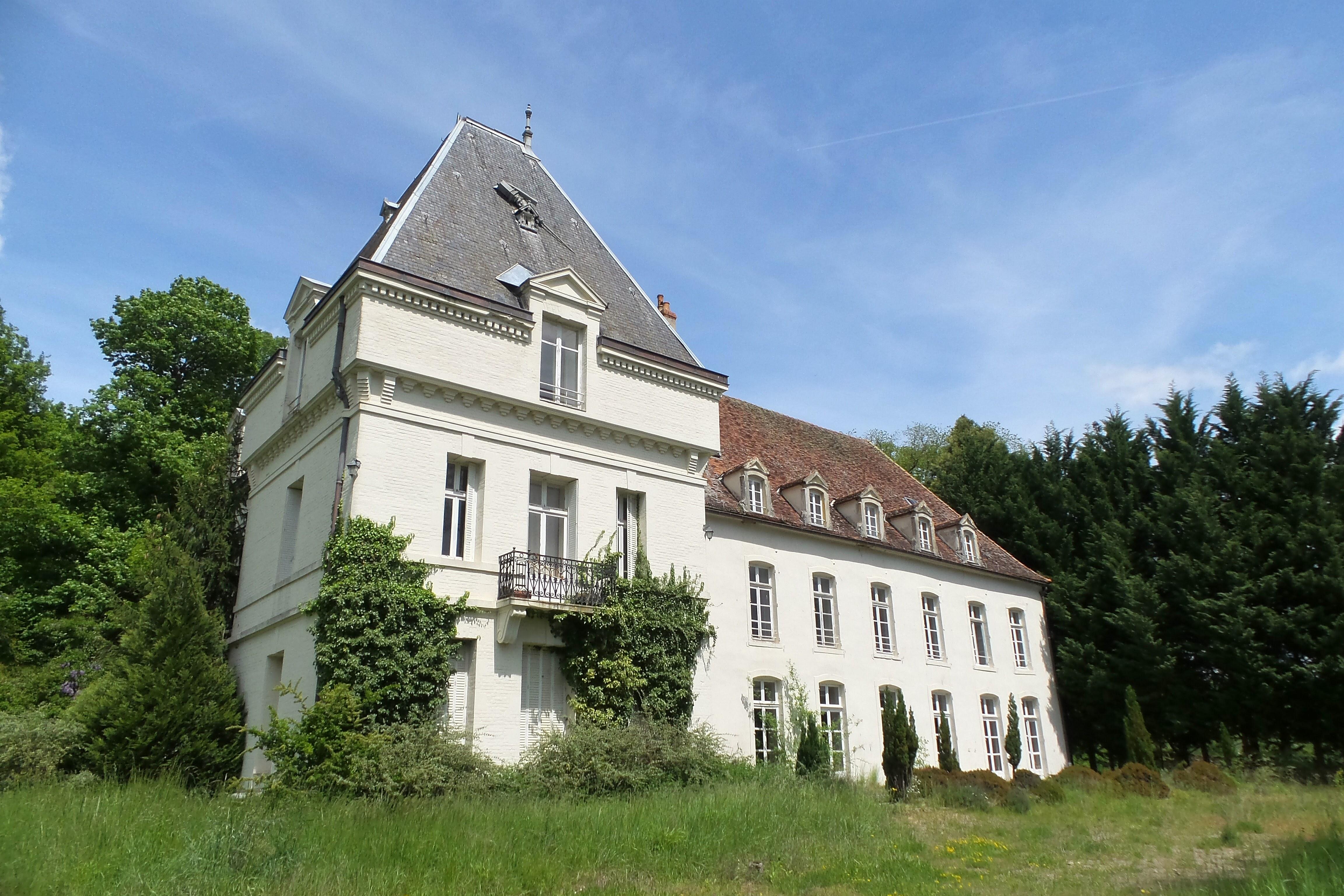
Château de Malaisy i Fain-lès-Montbard.

Damas ärvde egendomarna Fain-lès-Montbard och Courcelles Saint Grignon. Huvudbyggnaden till slottet i Fain-lès-Montbard, numera benämnt Château de Malaisy, uppfördes av Damas far 1623 och där kan man finna ett helkroppsporträtt av Charles de Damas de Cormaillon, målat 1705. Damas ska också ha upplåtits egendomen Villers-Patras genom avtal den 8 januari 1665. Damas gifte sig den 24 januari 1663 med Marguerite de Grand, dotter till Maurice de Grand, herre till Aizanville, och Marie Jacquot. Hustrun förekommer i en rättstvist angående godset i Villers-Patras, som trots upplåtandet till Damas hade nyttjats av Christine-Charlotte Pot de Rochechouart, hustru till Jean-Nicolas de Fuligny-Damas de Sandaucourt (en annan gren av ätten Damas). Pot de Rochechouart fick behålla godset mot en betalning på 6 000 livres. Damas och Marguerite ska senare ha separetat och Marguerite överlevde sin make. Tillsammans fick paret fem barn:
- Louis de Damas, död 13 juni 1692 efter att ha blivit dödligt sårad vid belägringen av Namur under Pfalziska tronföljdskriget.
- Pierre-François de Damas, död 2 juni 1732, hade studerat till präst och efter att den äldre brodern avlidit avslutade han sin kyrkliga karriär för att fortsätta linjen.
- Étiennette de Damas, gift 20 september 1710 med Gilbert de Chauvigny.
- Anne de Damas, nunna vid Reconforts kloster 1704
- NN de Damas, nunna vid Reconforts kloster 1704